# Inquisitoir proces
Een inquisitoir proces (ook wel inquisitoire rechtspleging) is een vorm van procesvoering waarbij de rechter een actieve rol speelt. De rechter bepaalt het voorwerp van de rechtszaak en denkt mee in de bewijsvoering.
In België en Nederland, en in andere landen waar een vorm van continentaal recht heerst, hebben met name strafprocessen een inquisitoir (onderzoekend) karakter. Processen in Engeland (en daarmee ook in andere common law-landen) hebben daarentegen van oudsher een accusatoir (beschuldigend) karakter. In een inquisitoir proces treedt de openbaar aanklager net als de rechter op als waarheidsvinder, terwijl in een accusatoir proces een 'botsing der meningen' centraal staat. De verdediging en de aanklager proberen beiden de beslissende partij van hun versie van de waarheid te overtuigen.
Het omgekeerde van een inquisitoir proces is een accusatoir proces.